# 索菲斯·李
马里乌斯·索菲斯·李（Marius Sophus Lie，1842年12月17日—1899年2月18日）挪威数学家。李群和李代数的创始人。

## 生平
李于1842年12月17日出生于挪威。他的父亲是一名路德教牧师，他是他父母所生的六个孩子中最小的。李在奥斯陆上高中，当高中毕业后，他想加入军队却因为视力差没有入选。李1865年毕业于挪威克里斯蒂安尼亚（今奥斯陆大学）。1868年开始专攻数学。1869年发表了自己第一部论文：《Repräsentation der Imaginären der Plangeometrie》。因此收到奖学金前往柏林。同年在柏林认识德国数学家菲利克斯·克莱因，并结为好友。1870年两人来到巴黎研究，与法国数学家C·若尔当和让·加斯东·达布等人相识，并受到法国学派的影响。但是在1870年7月19日普法战争开始，克莱因因为是普鲁士人，必须立即离开法国。而李也因为是日耳曼人被怀疑而被逮捕。但是因为达布的干涉一个月后获释。1871年回挪威，次年获博士学位并在克里斯蒂安尼亚大学任教。1872年底，Sophus Lie向当时18岁的Anna Birch求婚，他们于1874年结婚。这对夫妇有三个孩子：玛丽（生于1877年），达尼（生于1880年）和赫尔曼（生于1880年）。1886年到莱比锡继任克莱因的职务。1889年患精神分裂症，后被治愈。1898年回到奥斯陆执教，次年因病在奥斯陆去世。

## 遗产
李创造了连续对称理论，并将其运用到几何结构以及微分方程的研究中。他的最主要的研究工具同时也是他的主要成就之一，就是他在研究微分方程解的分类时，引入了一般的连续变换群（后人为纪念他，将之命名为李群）。这个群的每个变换以及两个变换之乘积都依赖于参数，而且这种依赖关系是解析的。他还讨论了连续变换群性单位元附近取导数构成的无穷小变换集合。他也注意到李群与李代数之间有着对应关系。
他的著作有《变换群理论》（共3卷）。
赫尔曼·外尔在他从1922年和1923年的论文中使用李的群论成果，李群在今天的量子力学中也有重要作用。